# Episodi di Wonder Showzen (seconda stagione)
La seconda stagione della serie animata Wonder Showzen, composta da 8 episodi, è stata trasmessa negli Stati Uniti, da MTV2, dal 31 marzo al 19 maggio 2006.
In Italia è stata trasmessa dal 2006 su FLUX.
| nº | Titolo originale      | Titolo italiano | Prima TV USA   | Prima TV Italia |
| -- | --------------------- | --------------- | -------------- | --------------- |
| 1  | Body                  |                 | 11 marzo 2005  |                 |
| 2  | Time                  |                 | 18 marzo 2005  |                 |
| 3  | Knowledge             |                 | 25 marzo 2005  |                 |
| 4  | Justice               |                 | 1º aprile 2005 |                 |
| 5  | Science               |                 | 8 aprile 2005  |                 |
| 6  | Cooperation           |                 | 15 aprile 2005 |                 |
| 7  | Mathematics           |                 | 22 aprile 2005 |                 |
| 8  | Compelling Television |                 | 29 aprile 2005 |                 |

## Body
La banda convince la lettera P in sovrappeso a farsi fare la liposuzione.

## Time
Chauncey di due anni nel futuro provoca il caos nel presente.

## Knowledge
Centro America visita il programma e la banda si innamora della sua stupidità. Gli hanno permesso di prendere il controllo di Wonder Showzen, trasformandolo in Horse Apples.
- Guest star: David Cross (T-Totaled Timbo), Judah Friedlander (Crickey), Jon Glaser (Dott. Rawstein), Darlene Violette (Bettsy Beth Bethanie), Amy Poehler (Miss Mary), Heather Lawless (Peggy sempre incinta), Barbara Ann Davison (Cugina Nonna Pervis), Chris Anderson (Mr. Corn).

## Justice
La banda rivisita i vecchi tempi dell'America con la schiavitù.

## Science
Chauncey e Him si intrufolano nel cervello di Wordsworth per aiutarlo ad affrontare le sue paure e diventare un uomo.

## Cooperation
La banda entra in guerra con una versione bootleg di Wonder Showzen conosciuta come Wondur Showzey. L'accordo di pace prevede che i ricavi siano divisi 60-40 tra i due programmi e l'atto finale include diversi segmenti con un suono che va avanti fino a raggiungere un'esplosione apocalittica.
- Guest star: David Cross (Hostage), Amy Poehler (Miss Mary), John Oates (se stesso), Devendra Banhart (se stesso), Rick Springfield (se stesso), Corin Tucker (se stessa).

## Mathematics
Un intero episodio basato su Horse Apples, in sostituzione all'episodio originariamente mostrato nelle anteprime della settimana.
- Guest star: David Cross (Junkyard Jessip), Judah Friedlander (Crickey), Jon Glaser (Dott. Rawstein), Darlene Violette (Bettsy Beth Bethanie), Todd Barry (Barold Q. Mosley), Zach Galifianakis (Zio Daddy), Will Oldham (Pastore Pigmeat), Heather Lawless (Peggy sempre incinta), Barbara Ann Davison (Cugina Nonna Pervis).

## Compelling Television
Clarence sfida le persone a produrre una televisione avvincente. Alla fine scopre che la programmazione perfetta non esiste e decide di lanciarsi con il paracadute da un elicottero, annegando nelle profondità dell'oceano.